# Paesi della Loira

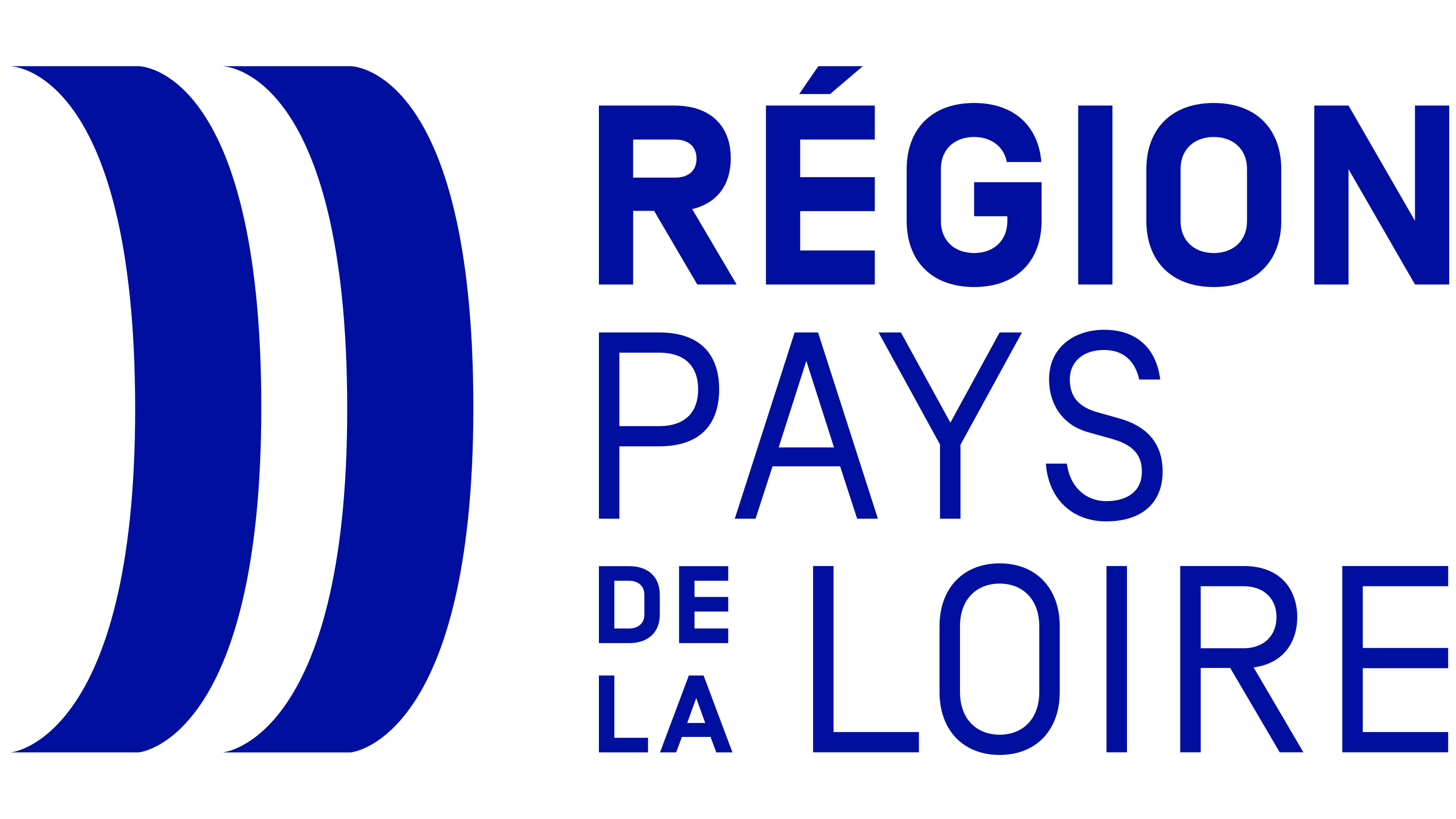
Logo

I Paesi della Loira (in francese Pays de la Loire /peˈi də la lwaʁ/) sono una regione amministrativa francese.
La regione comprende la parte occidentale della Valle della Loira, patrimonio mondiale dell'umanità. Le città principali, oltre al capoluogo Nantes, sono Angers, Laval, Le Mans e La Roche-sur-Yon.

## Dipartimenti
È composta da 5 dipartimenti: Loira Atlantica (44, Loire-Atlantique), Mayenne (53), Maine e Loira (49, Maine-et-Loire), Sarthe (72), Vandea (85, Vendée). Sono inclusi nella regione 17 arrondissement, 192 cantoni e 1 503 comuni.

## Geografia fisica
I Paesi della Loira sono una regione geograficamente varia, caratterizzata da una grande diversità di paesaggi e ambienti naturali.
La regione si trova lungo la costa atlantica francese e comprende numerose isole al largo della costa, tra cui l'Isola di Noirmoutier e l'Isola di Yeu. Il paesaggio costiero della regione è caratterizzato da lunghe spiagge di sabbia, scogliere rocciose e baie naturali.
All'interno dei Paesi della Loira, si trovano numerose colline e catene montuose, tra cui i Monts d'Arrée. Queste catene montuose sono intercalate da valli fluviali e pianure alluvionali, tra cui la valle della Loira, la valle del Cher e la valle del Maine.
La regione è attraversata da numerosi fiumi e torrenti, tra cui la Loira, il fiume più lungo della Francia, che attraversa la regione da est a ovest. La Loira forma anche numerose isole fluviali e zone umide, che costituiscono importanti habitat per la fauna selvatica della regione.
La regione dei Paesi della Loira è nota anche per i suoi numerosi parchi naturali, tra cui il Parco Nazionale della Brière, il Parco Naturale Regionale del Perche e il Parco Naturale Regionale della Loira-Anjou-Touraine. Questi parchi offrono una vasta gamma di paesaggi naturali, tra cui boschi, laghi, paludi e prati, che ospitano numerose specie di flora e fauna.
In generale, la regione dei Paesi della Loira è caratterizzata da una grande diversità di ambienti naturali, che offrono numerose opportunità per la pratica di attività all'aria aperta e per l'osservazione della natura.

## Politica
La regione è tradizionalmente cattolica e conservatrice, e governata dalla destra francese. Dalle elezioni regionali del 2004, ha avuto però la maggioranza la sinistra, che ha eletto il socialista Jacques Auxiette, prima sindaco di La Roche-sur-Yon. Auxiette è stato riconfermato nelle elezioni del 2010.
Nelle elezioni regionali del 2004, la sinistra francese ha ottenuto la maggioranza dei voti nella regione dei Paesi della Loira, eleggendo Jacques Auxiette del Partito Socialista come presidente del consiglio regionale. Questa è stata la prima volta che la sinistra ha ottenuto la maggioranza nella regione dal 1978.
Jacques Auxiette è stato riconfermato alla presidenza della regione nelle elezioni regionali del 2010, dove il Partito Socialista ha ottenuto il 55% dei voti. Durante il suo mandato, Auxiette ha promosso diverse politiche sociali e ambientali, come la creazione di una rete di trasporti pubblici più efficiente e sostenibile e la promozione dell'energia rinnovabile.
Tuttavia, alle elezioni regionali del 2015, la destra francese ha ripreso il controllo della regione, con la vittoria di Bruno Retailleau, leader del partito conservatore Les Républicains. Retailleau ha fatto campagna sulla promessa di ridurre le tasse e di difendere l'identità culturale della regione.
Attualmente, la regione dei Paesi della Loira è governata dalla destra francese, ma la politica regionale continua a essere influenzata da una serie di forze politiche, tra cui la sinistra e il movimento ecologista.

## Storia
La storia dei Paesi della Loira ha le sue radici nell'antica Gallia, quando la regione era abitata dai Celti. Successivamente, la regione venne conquistata dai Romani, che vi stabilirono una serie di città e infrastrutture.
Durante il Medioevo, la regione dei Paesi della Loira divenne un importante centro culturale e politico della Francia, grazie alla presenza dei potenti signori locali e dei castelli della Loira. Nel XV secolo, la regione divenne famosa per la sua architettura rinascimentale e per i suoi giardini, che ancora oggi sono una delle principali attrazioni turistiche della regione.
Durante il periodo della Rivoluzione francese, la regione dei Paesi della Loira fu teatro di importanti eventi politici e sociali, tra cui la rivolta dei Vendéens contro il governo rivoluzionario francese.
Nel XIX secolo, la regione conobbe un grande sviluppo economico grazie alla crescita dell'industria tessile e metallurgica, oltre che alla produzione vinicola. Durante questo periodo, la regione vide anche la costruzione di importanti opere pubbliche, come il canale di Nantes a Brest e la ferrovia di Parigi a Nantes.
Nel XX secolo, la regione dei Paesi della Loira conobbe un grande sviluppo grazie alla sua posizione strategica nel contesto della Seconda Guerra Mondiale e alla sua vicinanza con il Regno Unito. Durante questo periodo, la regione ospitò numerosi soldati alleati e fu un importante centro di resistenza contro l'occupazione tedesca.
Dopo la guerra, la regione dei Paesi della Loira conobbe una rapida crescita economica grazie alla sua industria manifatturiera, alla sua produzione vinicola e al turismo. La regione divenne anche un importante centro di ricerca scientifica e tecnologica, grazie alla presenza di importanti università e centri di ricerca.
Oggi, la regione dei Paesi della Loira continua a essere un importante centro culturale, turistico ed economico della Francia, con una ricca storia e un patrimonio culturale che la rendono una delle destinazioni più ambite dai visitatori provenienti da tutto il mondo

## Economia
L'economia dei Paesi della Loira è diversificata e presenta una combinazione di attività agricole, manifatturiere, turistiche e di energia. La regione è uno dei principali poli industriali della Francia, con una forte presenza di attività manifatturiere nei settori dell'aeronautica, dell'automobile, della meccanica e dell'elettronica.
L'agricoltura rimane un'attività importante nella regione, con una produzione diversificata che va dalla frutta e verdura alle coltivazioni di cereali e vigneti. La regione è particolarmente nota per la produzione di vini pregiati, come i vini di Muscadet, Anjou e Saumur.
Il turismo è un'altra importante fonte di reddito per i Paesi della Loira, grazie alla bellezza del paesaggio e alla ricchezza del patrimonio culturale della regione. Le attività turistiche includono visite ai castelli della Loira, degustazioni di vino, attività nautiche sulla costa atlantica, e il turismo rurale.
La regione è anche un importante centro per la produzione di energia rinnovabile, con una forte presenza di parchi eolici e di tecnologie per l'energia marina. Questo settore sta diventando sempre più importante per la regione, grazie al suo potenziale di sviluppo sostenibile.